# Max Pacioretty
Max Pacioretty (ur. 20 listopada 1988 w New Canaan, Connecticut) – amerykański hokeista, reprezentant USA, olimpijczyk.

## Kariera
- Taft School (2004-2006)

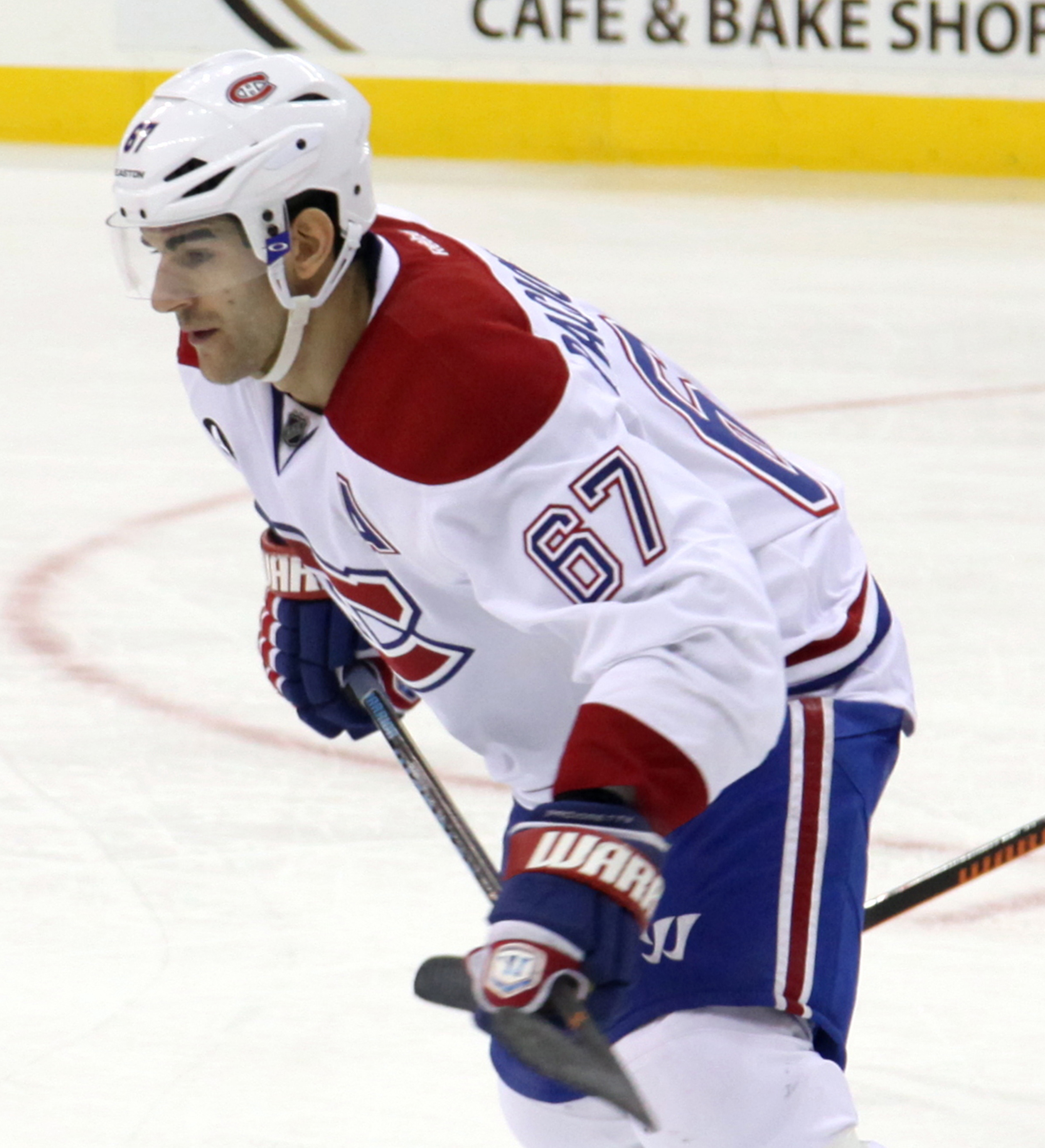
Max Pacioretty w barwach Montreal Canadiens (2015)

- Sioux City Musketeers (2006-2007)
- Michigan Wolverines (2007-2008)
- Hamilton Bulldogs (2008-2010)
- Montreal Canadiens (2008-2018)
  -  HC Ambrì-Piotta (2012–2013)
- Vegas Golden Knights (2018-2022)
- Carolina Hurricanes (2022-)

Występował w ligach juniorskich USHL, NCAA. W drafcie NHL z 2007 został wybrany przez Montreal Canadiens. W barwach tego zespłu zadebiutował w lidze NHL 2 stycznia 2009 roku. W sierpniu 2012 roku przedłużył kontrakt z klubem o sześć lat. Od września 2012 na okres lokautu w sezonie NHL (2012/2013) związany kontraktem ze szwajcarskim klubem HC Ambrì-Piotta (rozegrał 5 meczów). We wrześniu 2018 został zawodnikiem Vegas Golden Knights. Od lipca 2022 zawodnik Carolina Hurricanes.
W barwach USA uczestniczył w turniejach mistrzostw świata 2012, zimowych igrzysk olimpijskich 2014, Pucharu Świata 2016.
W lipcu 2011 roku poślubił Rosjankę Jekatierynę, która jest siostrą hokeisty Maksima Afinogienowa.

## Sukcesy
Klubowe
- Mistrzostwo NCAA (CCHA): z University of Michigan
- Mistrzostwo dywizji AHL: 2010 z Hamilton Bulldogs
- Norman R. „Bud” Poile Trophy: 2010 z Hamilton Bulldogs

Indywidualne
- USHL (2006/2007):
  - Skład gwiazd
  - Skład pierwszoroczniaków
  - Najlepszy pierwszoroczniak
- NCAA (CCHA) (2007/2008):
  - Skład pierwszoroczniaków
  - Najlepszy pierwszoroczniak
- NHL (2011/2012):
  - Bill Masterton Memorial Trophy
- Mistrzostwa Świata w Hokeju na Lodzie 2012/Elita:
  - Jeden z trzech najlepszych zawodników reprezentacji
  - Trzecie miejsce w klasyfikacji asyst turnieju: 10 asyst
  - Siódme miejsce w klasyfikacji punktacji kanadyjskiej: 12 punktów
- NHL (2013/2014):
  - Cztery miejsce w klasyfikacji strzelców w sezonie zasadniczym: 39 goli
  - Cztery miejsce w klasyfikacji strzelców zwycięskich goli meczowych w sezonie zasadniczym: 11 goli
- NHL (2014/2015):
  - NHL Plus/Minus Award - pierwsze miejsce w klasyfikacji +/- w sezonie zasadniczym: +38